# О насилии (книга)
О насилии (On Violence) — философская книга Славоя Жижека. Издана на русском языке в 2010 году.
Главная тема книги Жижека Славоя «О насилии» — скрытое насилие, которое автор считает неким «вечным двигателем», источником разнообразных форм видимого насилия. Автор рассматривает такие сюжеты как угроза глобального терроризма с одной стороны, и всепроникающая «монополия на применение физического насилия», характерная для современного государства, с другой.

### Краткое содержание
Насилие — не прямая характеристика определенных действий, оно распределено между действиями и их контекстом, между деятельностью и бездействием.
Нам нужно научиться отстраняться от зримого «субъективного» насилия, насилия, совершаемого какой-либо четко опознаваемой силой. Отстранение позволяет нам распознать насилие, которое лежит в основе самих наших попыток борьбы с насилием и содействия толерантности. Метод универсален и исправно уничтожает любую очевидность. Есть и «символическое» насилие, воплощенное в языке и формах. Помимо него существует еще и то, что Жижек называет «системным насилием», под которым понимаются нередко катастрофические последствия спокойной работы наших экономических и политических систем.
От нас со всех сторон требуют участия. В основе этого явления лежит лицемерное чувство морального возмущения. Нет времени думать, мы должны действовать прямо сейчас. В некоторых ситуациях единственная по-настоящему «практическая» вещь состоит в том, чтобы «сидеть и ждать», занимаясь терпеливым критическим анализом. Мы должны «учиться, учиться и еще раз учиться», чтобы понять, чем вызвано такое насилие. Более того нужно отбросить термины, в которых поставлена проблема, ведь есть не только верные и неверные решения проблем, есть еще и верные и неверные проблемы.
При капитализме объективное насилие приняло новую форму. И его насилие нельзя приписать конкретным людям и их «злым» намерениям; оно является чисто «объективным», системным. Здесь мы сталкиваемся с различием между реальностью и Реальным: «реальность» — это социальная реальность действительных людей, участвующих в различных взаимодействиях и производственных процессах, тогда как Реальное — это неумолимая «абстрактная» и призрачная логика, которая определяет происходящее в социальной реальности.
Противодействие всем формам насилия составляет главную заботу толерантного либерального подхода, господствующего сегодня. Сигнал SOS поддерживает подобные разговоры, заглушая все остальные подходы. Здесь кроется отчаянная попытка отвлечь наше внимание от истинного источника проблем, убирая из поля зрения другие формы насилия и тем самым активно участвуя в них.
Пожалуй, лучше всего наша слепота к результатам системного насилия проявляется в дебатах о преступлениях коммунизма. Несложно найти тех, на кого можно возложить вину. Но когда речь заходит о миллионах жертв капиталистической глобализации, об ответственности зачастую предпочитают не говорить. Кажется, что все это произошло в результате «объективного» процесса, который не был кем-то спланирован и осуществлен и у которого не было никакого «капиталистического манифеста».
Либеральные коммунисты — это подлинные граждане мира. Это добрые, неравнодушные люди. Они видят «более глубокие» причины сегодняшних проблем: именно массовая бедность и безысходность вызывают террор. Таким образом, их цель не в том, чтобы заработать деньги, а в том, чтобы изменить мир, даже если это приносит им еще больше денег. Точно так же сегодняшние либеральные коммунисты одной рукой отдают то, что они сначала взяли другой.
Сексуально освобождение 1960-х годов вышло из-под контроля, пытаясь расширить рамки дозволенного, общество само себя завело в тупик. Произошло полное превращение сексуальности в товар. Отсюда — бесплодие мира, в котором властвует приказ Сверх-Я наслаждаться.
Та же структура — одна и та же вещь снимает угрозу, которую сама же и создает, — широко распространена в сегодняшнем идеологическом ландшафте. Благотворительность — это гуманитарная маска, скрывающая оскал экономической эксплуатации.
Жижек рассказывает о фильме «Таинственный лес», где действие происходит в деревне, отделенной от остального мира лесом, который населен опасными чудищами. Жители не ходят в лес, а твари не ходят в деревню. Однако события вынуждают их покинуть деревню, и тогда оказывается, что в лесу нет никаких чудищ, а на дворе на самом деле не 1897 год. Деревенские старейшины были частью группы поддержки жертв преступлений в XX веке, которая решила полностью покинуть эпоху. И чтобы не позволить непосвященной молодежи покинуть деревню и уйти в упадочнические города, само зло должно быть удвоено. Оно выдумано его членами. Внешняя угроза, с которой борется община, оказывается ее собственной внутренней сутью…
Преобладающей сегодня формой политики является постполитическая биополитика, когда единственным средством внесения страсти в эту область служит страх. Поэтому биополитика — это, в конечном счете, политика страха. А суд вершит уже не Бог, а народ. Самый очевидный кандидат на роль «божественного насилия» — неистовый взрыв негодования, выливающийся в целый спектр явлений, от самосуда, который устраивает толпа, до организованного революционного террора. Противники смертной казни убедительно говорят о том, что наказывать, а тем более убивать другого человека, значит вести себя в отношении него высокомерно. Откуда у нас право так с ним обходиться? Лучшим ответом будет перевернуть этот аргумент. Подлинно высокомерно и греховно как раз допускать прерогативу милосердия.
Область чистого божественного насилия — это область суверенности, где убийство не является ни выражением личной патологии, ни преступлением, ни сакральной жертвой. Так парадоксальным образом божественное насилие частично пересекается с биополитическим управлением: в обоих случаях убийство не есть ни преступление, ни жертва.
Сегодня либеральная толерантность к другим, уважение другого и открытость к нему дополняются навязчивым страхом перед домогательством. Социальные и экономические различия натурализуются в различиях «культурных»; нечто такое, чего нельзя преодолеть, присуще разным «образам жизни». К ним можно только «относиться толерантно».
Но каким образом можно отказаться от насилия, если борьба и агрессия являются частью нашей жизни? Самое простое решение заключается в том, чтобы провести терминологическое разграничение между «агрессией», которая приравнивается к «силе жизни», и «насилием», которое рассматривается как «сила смерти»: под «насилием» здесь понимается избыток агрессивности, который нарушает нормальное течение вещей, желая постоянно все большего и большего. Задачей становится избавление от этого избытка. Победой Добра над Злом является способность к смерти, к восстановлению невинности в природе, к обретению покоя в отсутствие непристойной бесконечности Зла.